# Wendyczany
Wendyczany (ukr. Вендичани) – sełyszcze na Ukrainie w rejonie mohylowskim obwodu winnickiego.
Znajdują się tu rzymskokatolicka parafia Najświętszego Serca Pana Jezusa w Wendyczanach oraz stacja kolejowa Wendyczany, położona na linii Żmerynka – Mohylów Podolski.

## Historia
Pod rozbiorami siedziba gminy Wendyczany w powiecie mohylowskim guberni podolskiej. W 1874 roku zbudowano we wsi cerkiew. Do pocz. XX wieku istniał we wsi dwór szlachecki, będący własnością Sulatyckich.
W 1989 liczyły 4212 mieszkańców, w 2013 zaś 3909 mieszkańców. Do 2023 osiedle typu miejskiego, po likwidacji tego typu miejscowości otrzymały status sełyszcza.

## Ludzie związani z miejscowością
Urodził się w nich Stanisław Popławski, generał Armii Radzieckiej i generał armii ludowego Wojska Polskiego, dowódca Wojsk Lądowych LWP (1947–1950), wiceminister obrony narodowej PRL (1949–1956), członek Komitetu Centralnego PZPR (1949–1956), poseł na Sejm PRL, Bohater Związku Radzieckiego (1945).